# Медаль Опору (Франція)
Медаль Опору (фр. Médaille de la Résistance) — французька нагорода, заснована генералом Шарлем де Голлем 9 лютого 1943 року. Вручалася «за віру і мужність тих, хто боровся у Франції та за кордоном, за внесок в опір французького народу проти ворога і його посібників з 18 червня 1940».

## Історія
Французька медаль Опору була присуджена приблизно 38 288 живим особам, які належать до Вільної Франції та Опору, і 24 463 були нагороджені нею посмертно. Медаль перестала вручатися 31 грудня 1947 року в Індокитаї і 31 березня 1947 по всьому світу. Окрім людей медаллю були нагороджені 18 комун і територій (серед них Ліон, Брест, Іль-де-Сен і Нова Каледонія, 21 військова частина, а також 15 інших організацій, включаючи монастирі, школи і лікарні.

## Зовнішній вигляд
Медаль виготовлена з бронзи. На лицьовій стороні зображений Лотаринзький хрест, під ним півколом римськими цифрами нанесена дата: XVIII.VI.MCMXL (18.06.1940). На зворотному боці медалі нанесені слова «PATRIA NON IMMEMOR» (лат. Вітчизна не забуває). Медаль підвішена на червоній стрічці з чорними смугами. Нагорода вручалася у двох варіантах — проста медаль і офіцерська медаль з розеттою, якою були нагороджені 4 253 особи.